# 木村陽山
木村 陽山（きむら ようざん、明治32年（1899年）5月4日） - 昭和61年（1986年）2月5日）は日本の書道家、筆の研究家である。本名は宣明。別号に千管道人、洗肝などがある。

## 業績
日下部鳴鶴に学び、幾度もの渡中経験をもとに京都で一家を成した山本竟山、およびその弟子である井上西山に学び、自らも活発に活動した昭和期の京都書壇を代表する書家の一人である。雄勁な書風の隷書を得意とした。
書作の一方で筆に関心を持ち、収集を積極的に行った。中年期以降はその研究を深め、晩年に『筆』（大学堂書店、1975年）として刊行したことで知られる。

## 略歴
1899年、小浜で商家を営んでいた木村辨七とクラの息子として生まれる。幼くして京都の襟屋で丁稚として奉公し、後に独立して主家と同じく襟を商った。
大正14年（1925年）、27歳の時、思うところあって書を志し、井上西山に入門、後には西山の師、山本竟山にも師事した。昭和6年（1931年）の結婚後ほどなくして業を廃し、書家としての活動に専念してからは京都の書壇で重んじられ、鳳雛書道会の主宰、相談役として活躍した。後進を導くことにも意を注いだという。ほか、京都文人連盟の幹事としてその草創期から運営に力を注いだことが特記される。また、趣味として漢詩を好んで漢詩作家連盟、芝蘭吟社に参加し、詩集として『京洛四季詩』（私家版、1981年）がある。
最晩年に至るまで積極的に活動したが、1986年の正月頃から体調を崩し、2月5日の未明に世を去った。享年86。

## 筆のコレクション
元々、陽山は書の実技のみならず、書学や書道史への興味関心が深く、修行時代から熱心に碑帖などの収集を行っていた。また、この時期の陽山は師の勧める筆が必ずしも自分の手に合うわけではないことに興味を持ち、様々な筆を用いて試行錯誤を繰り返してもいた。学究肌のこの性向は書家への転向によっていよいよその度を増し、相前後して陽山は筆の収集を始めている。
そのコレクションが本格化する契機となったのは、師、竟山の昭和9年（1934年）の逝去であった。このときすでに筆に並々ならぬ興味を示していた陽山は、同門の弟子たちの配慮により、形見分けに際して遺筆の大部分を譲り受けたのである。竟山の遺筆は貴重な作品や資料を含む充実したものであり、このことによって陽山のコレクションは質・量ともに飛躍的に充実した。この後も、収集時期が戦中戦後の混乱期と重なったこと、文人墨客が集い、筆墨店や古書肆が多いという京都の地の利などが幸いしてコレクションは増加の一途を辿った。陽山が筆に強い関心を持つことを知る知人の協力により、西園寺公望、富岡鉄斎、竹内栖鳳、橋本関雪ら著名な人々の遺愛の筆も加わっている。最終的にはコレクション総数千本を超え、日本随一の筆に関するコレクションとなった。
なお、陽山のコレクションは長らく行方不明となっていたが、そのほとんどが2007年に広島県安芸郡熊野町の博物館、筆の里工房に収蔵され、現在に至っている。

## 筆の研究
収集と同時に陽山は、精力的に筆の研究を行っていたが、これを支援したのが広辞苑の編纂によって名高い国語学者の新村出である。昭和22年（1947年）頃、陽山は委員を務めていた京都文人連盟の二代目の会長就任を新村に委嘱するためにその元に赴き、その人格に打たれて私淑するようになったという。陽山の人柄や書を愛した新村は、交流の末に陽山の筆の研究の意義を認め、著書として刊行するように強く勧めた。多数の資料を貸与したほか、新聞記事を手ずから切り抜いて陽山に送ることさえあったといい、題字まで揮毫してその完成を促したという。新村は刊行を見ずして世を去ったが、陽山はその没後も改稿を重ね、東洋史学者の神田喜一郎の校閲を得て、昭和50年（1975年）に毛筆の研究書である『筆』を上梓した。和漢の筆の歴史や民俗、その製法や種別などを詳細に考察した本書は、宇野雪村や植村和堂ら、陽山と同じく収集家としても知られた書家によって激賞されたほか、村上三島や桑田笹舟が自著にほぼ同文を転載するなど大きな影響を与えた。

## 主な著作
- 『支那書道年表』（山本文華堂、1936年）
- 『筆』（大学堂書店、1975年）
- 「新村先生の想い出」新村猛編『美意延年 新村出追悼文集』（新村出遺著刊行会、1981年）
- 「文房閑話（一）癡人漫語　筆蒐めのことども」『書論』第15号（1985年11月）